# Lars Meyer
Lars Meyer (* 3. Juli 1989) ist ein ehemaliger deutscher Basketballspieler.

## Werdegang
Der 1,89 Meter große Meyer kam auf der Spielposition Shooting Guard und auf dem Flügel zum Einsatz. Er spielte für die BG 2000 Berlin, von 2006 bis 2009 für Central Hoops Berlin in der Nachwuchs-Basketball-Bundesliga, in der Saison 2009/10 für die Hochschulmannschaft der Acadia University in Kanada, dann erneut für die BG 2000 Berlin und ab 2011 für den BBC Magdeburg (1. Regionalliga Nord).
Nachdem Meyer in der Saison 2012/13 mit 8,2 Punkten je Begegnung zur Magdeburger Vizemeisterschaft in der 1. Regionalliga Nord beigetragen hatte, erwarb der BBC per Lizenzkauf die Teilnahmeberechtigung für die 2. Bundesliga ProA. Meyer ging mit der fortan als Otto Baskets Magdeburg antretenden Mannschaften in die zweithöchste deutsche Spielklasse und bestritt im Laufe der Saison 2013/14 26 Begegnungen in der 2. Bundesliga ProA, in denen er im Schnitt 5,1 Punkte erzielte.
Den seine Sprungkraft auszeichnenden Meyer zog es nach dem ProA-Abstieg Magdeburgs im Sommer 2014 zu den Hertener Löwen in die 2. Bundesliga ProB. Meyer nahm an 26 Hertener ProB-Spielen teil, in denen er im Laufe der Saison 2014/15 durchschnittlich 11,1 Punkte verbuchte. In der Saison 2015/16 spielte er erneut kurzzeitig in Magdeburg (mittlerweile wieder in der 1. Regionalliga) und später wieder für die BG 2000 Berlin (2. Regionalliga).
Gemeinsam mit Paul Gudde führte Meyer Basketball-Trainingsveranstaltungen durch, unter anderem auch auf einem Kreuzfahrtschiff. Im Mai 2011 war Meyer Mitglied einer Prominentenauswahl, die an einem Basketball-Wohltätigkeitsspiel in Hamburg teilnahm.